# Chrysocraspeda fruhstorferi
Chrysocraspeda fruhstorferi là một loài bướm đêm trong họ Geometridae.